# Seothyra schreineri
Seothyra schreineri är en spindelart som beskrevs av William Frederick Purcell 1903. Seothyra schreineri ingår i släktet Seothyra och familjen sammetsspindlar. Inga underarter finns listade i Catalogue of Life.